# Stazione di Omegna-Crusinallo
Stazione di Omegna-Crusinallo vasútállomás Olaszországban, Crusinallo településen.

## Vasútvonalak
Az állomást az alábbi vasútvonalak érintik:
- Domodossola-Novara-vasútvonal

## Kapcsolódó állomások
A vasútállomáshoz az alábbi állomások vannak a legközelebb:
- Stazione di Stamperia
- Stazione di Gravellona Toce